# Taalverandering
Taalverandering is de manier waarop de fonetische, morfologische, semantische, syntactische en andere kenmerken van een bepaalde taal veranderen in de loop van de tijd. Alle levende talen veranderen voortdurend.
Variatie die zich niet geleidelijk aan voltrekt maar op hetzelfde moment binnen dezelfde taal optreedt staat bekend als synchroon. De veranderingen die een taal ondergaat door de tijd heen heten diachroon.

## Oorzaken van taalverandering
Belangrijke factoren die taalverandering in de hand werken zijn analogie en taalinteractie. De verandering zelf begint vaak als een lexicale diffusie, wat wil zeggen dat bijvoorbeeld de veranderde uitspraak van een bepaald foneem gaandeweg steeds meer woorden in de taal beïnvloedt.

## Soorten taalverandering
De veranderingen kunnen op de volgende zaken betrekking hebben:

### Veranderingen in woordenschat
De manier waarop de woordenschat van een levende taal voortdurend verandert, is een dankbaar onderwerp voor taalkundig onderzoek dat zich toespitst op taalverandering. Woorden worden niet alleen vaak uit andere talen geleend, maar ook vaak opnieuw gecombineerd en hergebruikt door middel van nieuwvorming. Op die manier worden onder meer nieuwe betekenissen toegevoegd. De studie van veranderingen in de woordenschat maakt deel uit van de lexicologie, meer specifiek de onomasiologie.
Lexicografen proberen de veranderingen in taal bij te houden door het verschijnen van nieuwe woorden, of nieuw gebruik van oude woorden in de taal op te tekenen.

### Fonetische en fonologische veranderingen
De sociolinguïst William Labov is beroemd geworden met zijn optekening van de uitspraakverandering in een relatief korte periode in het Amerikaanse resort Martha’s Vineyard en toonde aan dat dit het gevolg was van sociale spanningen en processen. Zelfs in de relatief korte tijd dat de media werkzaam zijn kunnen we al een verschil opmerken tussen de 'geprefereerde' uitspraak van de nieuwslezers van de jaren 40 en 50 en de meer "neutrale" uitspraak van vandaag.
Kleinschalige fonologische veranderingen zijn moeilijk in kaart te brengen en op te tekenen, vooral omdat de technologie van klankopnames pas een honderdtal jaar beschikbaar is. Het enige bewijs dat we hebben van het veranderen van talen over de eeuwen heen is dus geschreven bewijs van hoe menselijke talen geklonken moeten hebben.

### Veranderingen in spelling
De hedendaagse obsessie met spelling is feitelijk een vrij recente trend. Verschillen in schrijfwijze zijn vaak de dingen die ons het eerst opvallen bij een tekst van vroeger eeuwen. In het tijdperk voor de uitvinding van de boekdrukkunst, toen alfabetisme nog veel minder ingeburgerd was, bestond er eenvoudig geen vast systeem en in de handgeschreven manuscripten die de eeuwen hebben overleefd; woorden werden gespeld volgens de lokale uitspraak en de persoonlijke voorkeur van de schrijver.
De ontwikkeling van de drukpers zette drukkers echter voor een raadsel. Teksten van de vijftiende tot de zeventiende eeuw tonen veel interne inconsistenties, waarbij zelfs binnen één tekst bepaalde woorden verschillende schrijfwijzen kennen. Een bekend voorbeeld uit de Engelse literatuur is William Shakespeare, die zelfs zijn eigen naam op een heleboel verschillende wijzen schreef. Pas daarna werd de spelling uniformer, iets dat ongeveer gelijke tred hield met de opkomst van standaardtalen.

### Veranderingen op semantisch niveau
Zodra een nieuw woord deel wordt van de taal, kunnen de betekenissen en toepassingen voor sprekers enorm veranderen.
Andere wijzigingen op semantisch vlak zijn betekenisvernauwing en -verbreding. Vernauwing van een woord beperkt de secundaire betekenissen.

### Veranderingen in zinsbouw
Voor zover een taal bestaat uit een woordenschat die in een mal van een bepaalde zinsbouw wordt gegoten, en de basisstructuur van de zin samengehouden wordt door functionele onderdelen, waarbij de zinsbouwonderdelen de leegten opvult, is verandering in zinsbouw ongetwijfeld datgene dat de fysionomie van een taal het meest ingrijpend verandert.

### Veranderingen in morfologie
Ook de morfologie van woorden kan veranderen doorheen de tijd. Een voorbeeld hiervan is de 'dubbele' meervoudsvorm op -eren. Zo werd de meervoudsvorm van 'kind', 'kinder' (de vorm die in Limburgse dialecten nog gebruikt wordt) verdrongen in de meeste dialecten en in het Standaardnederlands door de vorm 'kinderen'. Een meervoudsvorm op -er werd immers onvoldoende aangevoeld als meervoudsvorm, waardoor er een extra '-en' toegevoegd werd.

## Taalverandering bestudeerd vanuit verschillende invalshoeken
Het verschijnsel taalverandering wordt met name bestudeerd in de historische, vergelijkende en contrastieve taalkunde en in de sociolinguïstiek. Taalhistorici bestuderen hoe een taal gesproken werd in het verleden en proberen te verklaren hoe de huidige talen eruit voortvloeiden en hoe ze onderling gerelateerd zijn. Sociolinguïsten zijn eerder geïnteresseerd in de oorsprong van taalveranderingen en pogen te verklaren hoe de maatschappij en maatschappelijke veranderingen taal beïnvloeden. Taalreconstructie probeert uit de huidige talen en historische gegevens vroegere taalvormen te reconstrueren.
De sociolinguïst Jennifer Coates beschrijft, in navolging van Labov, taalkundige veranderingen in de context van taalkundige heterogeniteit.
Taalverandering wordt in gang gezet door een aantal factoren doorheen de eeuwen. In moderne tijden wordt taalverandering bijvoorbeeld aangebracht door technologie. Het internet en de mobiele technologie hebben de taal drastisch veranderd: instant messaging, sms-berichten etc.

## Reacties
Tegen bepaalde taalveranderingen - bijv. invloeden van andere talen - wordt soms fel geprotesteerd door taalconservatisten en taalpuristen, die hun taal "zuiver" willen houden en elke verandering daarom per definitie als een taalverslechtering zien.